# Elena Tejada-Herrera
Elena Tejada-Herrera (Lima, Perú) es una artista visual multidisciplinaria peruana. La obra de performance de Tejada-Herrera se dedica a generar situaciones que promueven la participación del público y la realización de experiencias estéticas colectivas.

## Formación y carrera temprana
Elena Tejada estudió pintura en la Pontificia Universidad Católica del Perú (PUCP), ubicada en Lima, entre 1986 y 1993. Otras formaciones  incluyeron estudios en Estados Unidos.
Tejada llegó a ser conocida como pintora, pero obtuvo gran atención de la escena artística limeña debido a su trabajo de arte de performance. A fines de la década del 90, realiza sus tres primeras obras performáticas, las cuales impactarían profundamente en el ámbito del arte local peruano: Señorita de buena presencia buscando empleo (1997), Recuerdo (1998) y Bomba y la Bataclana en la danza del vientre (1999). Todas estas obras tienen en común el haber sido llevadas a cabo en espacios públicos, incorporar video y otros componentes multimedia y hacer referencia al contexto social peruano, las expresiones culturales de lo marginal urbano y la cultura popular.   
En el caso de la performance Recuerdo (1998), esta fue realizada en un evento convocado con motivo del aniversario de la escuela de Arte de la Facultad de Letras y Ciencias Humanas de la Universidad Nacional Mayor de San Marcos en Lima, Perú. La obra consistía en Tejada-Herrera permaneciendo dentro de una bolsa de plástico negra, cantando una canción de amor alternada con silencios y con el sonido de una radio dentro de la bolsa. A veces se movía y en ocasiones se quedaba quieta.
Bomba y la Bataclana en la Danza del Vientre (1999) fue una obra multidisciplinaria que incluyó una videoperformance, una grabación de sonido, un texto basado en transcripciones de entrevistas y una performance en vivo. En esta última la artista aparecía vestida como una vedete, junto a vendedores ambulantes contratados expresamente. Esta obra gira en torno al cuerpo, las representaciones de género y las fricciones entre la alta cultura y la cultura popular en el Perú. Según la curadora Florencia Portocarrero, la obra constituye un comentario crítico a la contexto social de la época, en el que las vedetes y los cómicos ambulantes eran figuras centrales en los medios de comunicación televisiva, ello como una estrategia estatal destinada a mantener desinformada a la población. Por esta obra, Tejeda-Herrera se haría acreedora del primer premio del concurso "Pasaporte para un Artista", auspiciado por la Embajada de Francia en el Perú.
Desde entonces, la artista propuso diversas reflexiones sobre el cuerpo y el género femenino con un trabajo desenfadado que escapaba de los criterios normativos que caracterizaban al arte contemporáneo peruano de aquel entonces.

## Obras
En el 2000, Tejada-Herrera presentó una nueva performance denominada Boundaries. En esta acción, Tejada-Herrera lee en voz alta múltiples libros extranjeros con la fonética del español en frente de la audiencia. Esta performance se presentó dentro de la muestra Emergencia Artística realizada en el Centro Cultural de la Municipalidad de Miraflores. Además de leer, también ingiere varias páginas de estos libros. En ese mismo evento también Elena Tejada-Herrera realizó la performance La Manera en que Decenas de Personas Miran a Una Mujer Desnuda. En esta performance Tejada-Herrera instaló una pantalla gigante a la entrada de la galería. En el interior de la galería en un cuarto pequeño ella se encontraba desnuda con una cámara enfocando al público. Esta cámara estaba conectada a la pantalla grande de la entrada, la cual mostraba la cara de la persona que entraba al cuarto donde Elena se encontraba desnuda. En esta performance Tejada-Herrera trabajo con el tema del poder de los medios, y cuestionó su rol como objeto de observación al filmar al público que la observaba y mostrarlos en el gran monitor. El que mira se tornó en el observado, capturado esta vez por su cámara que la transformó en sujeto creador. 
Desde el 2002 hasta el 2006, mientras vivía en Virginia, Estados Unidos, Tejada-Herrera se enfoca cada vez más en piezas que incorporaban la participación del público, como la serie Paper Animals, Holding the House Together y One Day Around the Neighbourhood Choreographing My Dancing. Para esta última pieza, Tejada-Herrera pidió a extraños en tiendas y en su vecindario que le enseñaran a bailar y que hagan una coreografía con ella. Al mismo tiempo llevó a cabo intervenciones paisajísticas en carreteras donde los conductores eran considerados su audiencia. Otras piezas incluyeron performances de intervenciones en malls y diferentes espacios públicos.
En el verano del 2006, Tejada-Herrera presentó una performance en las calles de Chinatown, Nueva York llamada Burping Wonder Woman. En esta, Tejada-Herrera se disfrazó del personaje popular "la Mujer Maravilla". De esta manera, recorrió Chinatown dando giros y eructando en las caras de los transeúntes y de las personas dentro de diferentes establecimientos.
En el 2007, Tejada-Herrera fue seleccionada para representar al Perú en el Nipon International Performance Festival (NIPAF). Su participación consistía en una performance de llamadas teléfono de larga distancia. Para este evento, Tejada-Herrera llamó a varios números al azar de los libros telefónicos de las ciudades de Tokio y Nagoya. Sus conversaciones con extraños se relacionaron a la situación de mujeres inmigrantes en Japón. Tejada-Herrera continuó con estas performances de conversaciones por teléfono de larga distancia en Canadá y Perú. En Perú presentó una instalación que incluía un teléfono del cual la audiencia podía escuchar las grabaciones de sus conversaciones de larga distancia con su madre.
Ese mismo año, Tejeda-Herrera participó como una artista invitada en PerformIt en Tucson, Arizona, organizado por el Plugged Art Collective. Su participación incluyó las performances The Teasing Monkey, Gallery Security, What Would It Take to leave Every Thing Behind, Acts of Love, Grooming Me y Always Up. También en el 2007, Elena fue premiada con el Grand Prix por sus performances en el Parnu Performance Festival en Estonia.
En el 2008, Tejada-Herrera presentó la exhibición About You en el Dean Project Gallery en Long Island City Queens, Nueva York. Esta exhibición empezó con performances callejeros para los cuales Tejada-Herrera invitaba a transeúntes a que participen. Los performances incluyeron conversaciones, retratos en video y performances efímeros hechos con el cuerpo, entre otras cosas. Los transeúntes y los testigos fueron invitados a la galería para escriban sobre sus experiencias y sus días. La exhibición estrenó con una proyección en video de la performance del día y los primeros escritos por el público en las paredes de la galería. Poco a poco las paredes se llenaron de texto. En un domingo, Tejada-Herrera invitó al público fuera de la galería a que entren y pinten en las paredes. Este fue el día en que los transeúntes pintaron y exhibieron sus creaciones dentro de la exhibición de Tejada-Herrera. En la recepción de clausura, se agregó más documentación en video y fotografías de las performances hechas por Tejada-Herrera con el público. Esto se exhibió entre los textos y las pinturas creados por el público.
En el 2009, Tejada-Herrero viajó a Lima, Perú, donde fue invitada para crea una obra de arte en la Biblioteca Nacional del Perú, donde se le concedieron un permiso especial para crear obras de arte con los bibliotecarios durante sus horas de trabajo. Tejada-Herrera invitó a los bibliotecarios a que lleven sus pasatiempos a sus oficinas y a que participen dentro de las piezas de arte en video. Tejada-Herrera también trajo un acercamiento con el cual estuvo trabajando por muchos años durante primera estadía en Virginia, EUA. Este acercamiento consistía en trabajar dentro de las casas de las personas, como en la pieza de Paper Animals y One Day at the Neighbourhood Choreographing My Dancing. La pieza creada durante este proceso fue Art Delivery, realizada con la bibliotecaria Nelly Bobbio. La obra de arte resultante es una pieza de arte en video con la narración de la bibliotecaria. Esta narración explicaba los detalles de su práctica como una bibliotecaria mientras que en el video creaba una escultura usando su cuerpo y los muebles de su casa. Esta pieza protagoniza lo que Tejada-Herrera llama "intercambios culturales", acercamiento en el cual Tejada-Herrera explica su práctica de arte al participante a quien prosigue a invitar a que interprete su propia perspectiva usando los materiales a la mano. En este caso, los materiales fueron muebles domésticos. 
La exhibición presentó varias pantallas de video colocadas encima de muebles de biblioteca de madera. Hubo grandes cantidades de papel en trizas saliendo fuera de cajones de muebles y cayendo en el piso, cubriendo grandes áreas. Los videos mostraban a los bibliotecarios ejecutando sus pasatiempos y expresando sus opiniones. Había bibliotecarios actuando en frente de la cámara, cantando solos o en grupo. Otros aparecen cantando una serenata para un obrero de sanidad en la biblioteca. Otro bibliotecario cantó karaoke en frente a sus co-trajabadores. En una pieza de video, un bibliotecario trabajaba mientras que papel en trizas lo cubría a él y a toda su oficina. Un bibliotecario ejecutaba sus laboras regulares normales como bibliotecario en una carpeta dentro de la galería mientras escuchaba su música favorita y Tejada-Herrera le servía café y sus bocadillos favoritos.
De vuelta en los Estados Unidos, Tejada-Herrera presentó múltiples instalaciones de arte hechas en colaboración con trabajadores de oficina que facilitaron papel en trizas que recolectaron por 15 días. Estas instalaciones fueron presentadas en la Universidad Internacional de Miami de Arte & Diseño. Una de estas piezas consistía en bolsas de plástico gigantes llenas de grandes cantidades de papel en trizas. La otra instalación era un estante del cual caía papel en trizas de colores como una cascada en el suelo. La instalación terminó con una performance con la participación de los obreros.
En el 2010, Tejada-Herrera participó en una residencia en el Atlantic Center for the Arts. En el marco de esta, Tejada-Herrera creó múltiples series de fotos y videos. En ese mismo año, Tejada-Herrera viajó a la ciudad de Huancayo en Perú, donde codirigió un taller junto al arquitecto Alberto Tejada Herrera. El taller era parte de CONEA (Congreso Nacional de Estudiantes de Arquitectura). En este taller, los estudiantes creaban instalaciones culturales en parques públicos del área. Estos fueron un patio de recreo y una parada de autobús.
En los años posteriores, Tejada-Herrera realizó múltiples trabajos de arte en video con el tema del cuerpo masculino y la sexualidad desde el punto de vista femenino. Sus trabajos incluyeron un homenaje al artista peruano Giuseppe Campuzano.
Desde 2011, Tejada-Herrera volvió a la creación de arte basado en objetos, creando instalaciones del tamaño de habitaciones e intervenciones paisajísticas conceptuales en los Estados Unidos y Europa, incluyendo Chicago y Praga.
En el 2015, Tejada-Herrera presentó una exhibición como parte del 2nd Floor Rear, donde invitó al público a que cree disfraces, esculturas e instalaciones de arte usando las líneas que ella realizó previamente con objetos para la instalación Lengths of Consumption, la cual tenía el tamaño de una habitación. La pieza llamada Playtime is About You empezó con proyecciones de video de tutoriales de Zumba. Después de calentar al público, lo invitó a jugar y crear la instalación colectiva.
También en el 2015, Tejada-Herrera participó en el Chicago Home Theater Festival. Los anfitriones para su proyecto de sitio-específico fueron el artista Faheem Majeed y su esposa LaShana Jackson. Al igual que en sus proyectos previos, Tejada-Herrera invitó a sus anfitriones a participar dentro de su obra de arte. La pieza de video fue presentada en el 16 de mayo en la casa de Majeed y Jackson junto a otras obras de artes de otros artistas locales de Chicago.
Tejada-Herrera mantiene una presencia continúa dentro de la escena de arte en Chicago y en otras ciudades de los Estados Unidos, así como, internacionalmente. Sus producciones son un híbrido que mezcla acercamientos conceptuales, nuevos medios y la prácticas de arte participativo.